# Nassim Akrour
Nassim Akrour, né le 10 juillet 1974 à Courbevoie (France), est un ancien footballeur international algérien qui évoluait au poste d'avant-centre.
Il compte 18 sélections en équipe nationale entre 2001 et 2004.
En juillet 2025, Nassim Akrour annonce sa retraite sportive à l’âge de 51 ans après cinq saisons avec le Chambéry Savoie Football. Il rejoint le FC Pays Voironnais en tant qu’éducateur auprès des jeunes catégories, avec pour mission de transmettre son expérience à travers des sessions techniques et un travail spécifique devant le but,,.

## Biographie
Nassim Akrour a joué au Havre AC où il a disputé 18 matchs et inscrit 3 buts. Il quitta Le Havre à la fin de la saison pour rejoindre Grenoble Foot 38.
Pour la saison 2008-2009, il retrouve avec Grenoble la ligue 1. Il inscrit son premier but dès la première journée de championnat contre Sochaux. Son équipe remporte le match 2-1. Il récidive lors de la journée suivante en inscrivant l'unique but de la rencontre contre Rennes. Il termine la saison en ayant inscrit 6 buts en 37 matchs de championnat dont 24 en tant que titulaire. Durant cette même saison, il marque 3 buts en 4 matchs de coupe de France. Il termine meilleur buteur de son club. Son équipe termine à la 13e place de L1.
En 2009-2010, il entame sa deuxième saison consécutive dans l'élite du football français. Il inscrit son unique doublé en Ligue 1 le 6 février 2010 contre l'AJ Auxerre (victoire 5-0). Individuellement, il inscrit à nouveau 6 buts en championnat. Collectivement, la saison est plus compliquée puisque son équipe finit à la dernière place du championnat et se retrouve rétrogradé en Ligue 2.
En fin de contrat après cinq saisons et demi passées à Grenoble, il s'engage le 13 juillet 2010 pour deux ans avec le FC Istres, alors pensionnaire de Ligue 2. Après deux saisons pleines avec à la clé 30 buts en 78 matchs, Akrour prolonge d'un an à Istres.
Le 13 août 2013, Akrour resigne au Grenoble Foot 38 jusqu'en 2016.
Le 10 septembre 2016, il signe au FC Annecy.
En 2020, il signe au Chambéry SF. Pour son premier match officiel, il inscrit un doublé contre Montluçon en National 3.
Régulièrement capitaine de son équipe, Akrour aide les joueurs de son club grâce à son expérience. Malgré tout, le poids de l'âge se ressent dans les performances de l'ancien international algérien qui n'inscrit que trois buts toutes compétitions confondues lors de la saison 2021-2022.
La saison suivante est difficile pour le Chambéry SF qui est en difficulté en championnat de N3. Malgré tout, les Chambériens réalisent un beau parcours en coupe de France. Avant un match de quatrième tour contre le club professionnel de l'Olympique lyonnais, Nassim Akrour délivre de nombreuses interviews à des médias comme BFM TV, France 3 ou encore Eurosport. Son équipe s'incline 3-0.
À l'issue de la saison, son équipe est reléguée en Régional 1. Akrour a quant à lui joué 27 matchs TCC pour trois petits buts, tous inscrits en championnat.
En 2024, alors qu'il évolue avec Chambéry en National 3, il est le footballeur le plus âgé évoluant dans un championnat national français, à 49 ans.

## Palmarès
- Meilleur buteur de l'histoire du Grenoble Foot 38 (110 buts).
- Meilleur buteur de l'histoire du FC Istres (73 buts).
- Meilleur buteur de l'histoire du FC Annecy (38 buts).

## Distinctions personnelles
- Vainqueur de l'Étoile d'or France Football (Ligue 2) 2002

- Élu meilleur joueur de la saison 2014-2015 du Grenoble Foot 38[11],[12]

## Statistiques
| Saison                | Club                   | Championnat               | Championnat | Championnat | Coupe nationale | Coupe nationale | Coupe de la Ligue | Coupe de la Ligue | Compétition(s) continentale(s) | Compétition(s) continentale(s) | Compétition(s) continentale(s) | Conference Trophy | Conference Trophy | Total | Total |
| Saison                | Club                   | Division                  | M.          | B.          | M.              | B.              | M.                | B.                | Comp.                          | M.                             | B.                             | M.                | B.                | M.    | B.    |
| 1995-1996             | Olympique Noisy-le-Sec | National 1                | -           | -           | -               | -               | -                 | -                 | -                              | -                              | -                              | -                 | -                 | 0     | 0     |
| 1996-1997             | Olympique Noisy-le-Sec | National 1                | 3           | 0           | -               | -               | -                 | -                 | -                              | -                              | -                              | -                 | -                 | 3     | 0     |
| Sous-total            | Sous-total             | Sous-total                | 3           | 0           | -               | -               | -                 | -                 | -                              | -                              | -                              | -                 | -                 | 3     | 0     |
| 1997-1998             | Sutton United          | Isthmian Premier Division | -           | -           | -               | -               | -                 | -                 | -                              | -                              | -                              | -                 | -                 | 0     | 0     |
| 1998-1999             | Sutton United          | Isthmian Premier Division | 41          | 19          | -               | -               | -                 | -                 | -                              | -                              | -                              | -                 | -                 | 41    | 19    |
| 1999-2000             | Woking FC              | Football Conference       | 38          | 12          | -               | -               | -                 | -                 | -                              | -                              | -                              | 2                 | 2                 | 40    | 14    |
| Sous-total            | Sous-total             | Sous-total                | 79          | 31          | -               | -               | -                 | -                 | -                              | -                              | -                              | 2                 | 2                 | 81    | 33    |
| 2000-2001             | FC Istres              | National                  | 38          | 16          | -               | -               | -                 | -                 | -                              | -                              | -                              | -                 | -                 | 38    | 16    |
| 2001-2002             | FC Istres              | Division 2                | 36          | 16          | 1               | 2               | 1                 | 0                 | -                              | -                              | -                              | -                 | -                 | 38    | 18    |
| Sous-total            | Sous-total             | Sous-total                | 74          | 32          | 1               | 2               | 1                 | 0                 | -                              | -                              | -                              | -                 | -                 | 76    | 34    |
| 2002-2003             | ESTAC Troyes           | Ligue 1                   | 13          | 1           | 1               | 1               | 1                 | 0                 | CI                             | 4                              | 0                              | -                 | -                 | 19    | 2     |
| 2003-2004             | ESTAC Troyes           | Ligue 2                   | 31          | 9           | 1               | 0               | 3                 | 1                 | -                              | -                              | -                              | -                 | -                 | 35    | 10    |
| Sous-total            | Sous-total             | Sous-total                | 44          | 10          | 2               | 1               | 4                 | 1                 | -                              | 4                              | 0                              | -                 | -                 | 54    | 12    |
| 2004                  | Le Havre AC            | Ligue 2                   | 16          | 2           | 2               | 2               | 2                 | 1                 | -                              | -                              | -                              | -                 | -                 | 20    | 5     |
| Sous-total            | Sous-total             | Sous-total                | 16          | 2           | 2               | 2               | 2                 | 1                 | -                              | -                              | -                              | -                 | -                 | 20    | 5     |
| 2005                  | Grenoble Foot 38       | Ligue 2                   | 19          | 6           | 3               | 2               | -                 | -                 | -                              | -                              | -                              | -                 | -                 | 22    | 8     |
| 2005-2006             | Grenoble Foot 38       | Ligue 2                   | 38          | 12          | 3               | 1               | 1                 | 0                 | -                              | -                              | -                              | -                 | -                 | 42    | 13    |
| 2006-2007             | Grenoble Foot 38       | Ligue 2                   | 29          | 12          | 3               | 1               | 1                 | 0                 | -                              | -                              | -                              | -                 | -                 | 33    | 13    |
| 2007-2008             | Grenoble Foot 38       | Ligue 2                   | 33          | 13          | 1               | 0               | 1                 | 0                 | -                              | -                              | -                              | -                 | -                 | 35    | 13    |
| 2008-2009             | Grenoble Foot 38       | Ligue 1                   | 37          | 6           | 4               | 3               | 1                 | 0                 | -                              | -                              | -                              | -                 | -                 | 42    | 9     |
| 2009-2010             | Grenoble Foot 38       | Ligue 1                   | 38          | 6           | 2               | 1               | 1                 | 0                 | -                              | -                              | -                              | -                 | -                 | 41    | 7     |
| Sous-total            | Sous-total             | Sous-total                | 194         | 55          | 16              | 8               | 5                 | 0                 | -                              | -                              | -                              | -                 | -                 | 215   | 63    |
| 2010-2011             | FC Istres              | Ligue 2                   | 33          | 14          | 2               | 0               | 1                 | 0                 | -                              | -                              | -                              | -                 | -                 | 36    | 14    |
| 2011-2012             | FC Istres              | Ligue 2                   | 36          | 9           | 4               | 6               | 2                 | 1                 | -                              | -                              | -                              | -                 | -                 | 42    | 16    |
| 2012-2013             | FC Istres              | Ligue 2                   | 32          | 5           | 4               | 4               | -                 | -                 | -                              | -                              | -                              | -                 | -                 | 36    | 9     |
| Sous-total            | Sous-total             | Sous-total                | 101         | 28          | 10              | 10              | 3                 | 1                 | -                              | -                              | -                              | -                 | -                 | 114   | 39    |
| 2013-2014             | Grenoble Foot 38       | CFA                       | 26          | 12          | 2               | 2               | -                 | -                 | -                              | -                              | -                              | -                 | -                 | 28    | 14    |
| 2014-2015             | Grenoble Foot 38       | CFA                       | 29          | 16          | 6               | 4               | -                 | -                 | -                              | -                              | -                              | -                 | -                 | 35    | 20    |
| 2015-2016             | Grenoble Foot 38       | CFA                       | 30          | 11          | 4               | 2               | -                 | -                 | -                              | -                              | -                              | -                 | -                 | 34    | 13    |
| Sous-total            | Sous-total             | Sous-total                | 85          | 39          | 12              | 8               | -                 | -                 | -                              | -                              | -                              | -                 | -                 | 97    | 47    |
| 2016-2017             | FC Annecy              | CFA                       | 20          | 11          | 1               | 1               | -                 | -                 | -                              | -                              | -                              | -                 | -                 | 21    | 12    |
| 2017-2018             | FC Annecy              | National 2                | 26          | 15          | 3               | 2               | -                 | -                 | -                              | -                              | -                              | -                 | -                 | 29    | 17    |
| 2018-2019             | FC Annecy              | National 2                | 23          | 12          | 3               | 0               | -                 | -                 | -                              | -                              | -                              | -                 | -                 | 26    | 12    |
| Sous-total            | Sous-total             | Sous-total                | 69          | 38          | 7               | 3               | -                 | -                 | -                              | -                              | -                              | -                 | -                 | 76    | 41    |
| 2019-2020             | Chambéry SF            | National 3                | 6           | 2           | -               | -               | -                 | -                 | -                              | -                              | -                              | -                 | -                 | 6     | 2     |
| 2020-2021             | Chambéry SF            | National 3                | 5           | 2           | -               | -               | -                 | -                 | -                              | -                              | -                              | -                 | -                 | 5     | 2     |
| 2021-2022             | Chambéry SF            | National 3                | 17          | 3           | 1               | 0               | -                 | -                 | -                              | -                              | -                              | -                 | -                 | 18    | 3     |
| 2022-2023             | Chambéry SF            | National 3                | 24          | 3           | 3               | 0               | -                 | -                 | -                              | -                              | -                              | -                 | -                 | 27    | 3     |
| 2023-2024             | Chambéry SF            | National 3                | 21          | 5           | 3               | 0               | -                 | -                 | -                              | -                              | -                              | -                 | -                 | 24    | 5     |
| 2024-2025             | Chambéry SF            | National 3                | 11          | 1           | 4               | 0               | -                 | -                 | -                              | -                              | -                              | -                 | -                 | 15    | 1     |
| Sous-total            | Sous-total             | Sous-total                | 84          | 16          | 11              | 0               | -                 | -                 | -                              | -                              | -                              | -                 | -                 | 95    | 16    |
| Total sur la carrière | Total sur la carrière  | Total sur la carrière     | 702         | 244         | 57              | 35              | 15                | 3                 | -                              | 4                              | 0                              | 2                 | 2                 | 780   | 284   |

### Buts en sélection
| # | Date             | Stade, ville                | Adversaire | Score | Résultat | Compétition                        |
| - | ---------------- | --------------------------- | ---------- | ----- | -------- | ---------------------------------- |
| 1 | 14 janvier 2002  | 5 juillet 1962, Alger       | Bénin      | 3 - 0 | 4 - 0    | Match amical                       |
| 2 | 25 janvier 2002  | Stade du 26 mars, Bamako    | Liberia    | 1 - 1 | 2 - 2    | CAN 2002                           |
| 3 | 11 octobre 2002  | 19 mai 1956, Annaba         | Tchad      | 1 - 0 | 4 - 1    | Qualifications CAN 2004            |
| 4 | 11 octobre 2002  | 19 mai 1956, Annaba         | Tchad      | 4 - 1 | 4 - 1    | Qualifications CAN 2004            |
| 5 | 29 mars 2003     | Estádio da Cidadela, Luanda | Angola     | 1 - 1 | 1 - 1    | Match amical                       |
| 6 | 14 novembre 2003 | 5 juillet 1962, Alger       | Niger      | 6 - 0 | 6 - 0    | Qualifications Coupe du monde 2006 |